# Nigel Barley
Nigel Barley (Kingston upon Thames, Gran Londres, Anglaterra, 1947) és un antropòleg i escriptor anglès. S'ha fet famós pels llibres que ha escrit sobre les seves experiències. Fou professor a la Universitat de Londres fins al 1978, quan feu un viatge de 18 mesos al Camerun on estudià els Dowayos. D'aquest estudi en sortí un dels seus llibres més famosos, L'antropòleg innocent. Notes des d'una cabana de fang (1983).

## Obres
- The Innocent Anthropologist: Notes From a Mud Hut, 1983. ISBN 0-8050-1967-7). Traduït al català: “L'antropòleg innocent”. Notes des d'una cabana de fang. Edicions 62.[4]
- A Plague of Caterpillars: A Return to the African Bush, Viking, 1986. ISBN 0-670-80704-4
- Ceremony: An Anthropologist's Misadventures in the African Bush, Henry Holt, 1987. ISBN 0-8050-0142-5
- A Plague of Caterpillars (US Edition)
- Not a Hazardous Sport, Henry Holt, 1989. ISBN 0-8050-0960-4
- The Coast, 1991 (comic novel). ISBN 0-14-012213-3
- The Duke of Puddle Dock: Travels in the Footsteps of Stamford Raffles, Henry Holt, 1992. ISBN 0-8050-1968-5
- Grave Matters: A Lively History of Death around the World, Henry Holt, 1997. ISBN 0-8050-4824-3
- White Rajah: A Biography of Sir James Brooke, Little, Brown, 2003. ISBN 0-3168-5920-6
- Rogue Raider: The tale of Captain Lauterbach and the Singapore Mutiny, Monsoon Books, 2006. ISBN 981-05-5949-6
- Island of Demons: A novelistic treatment of the life of the painter Walter Spies in Bali, Monsoon Books, 2009. ISBN 978-981-08-2381-8)